# 225239 Ruthproell
225239 Ruthproell è un asteroide della fascia principale. Scoperto nel 2009, presenta un'orbita caratterizzata da un semiasse maggiore pari a 2,7750799 UA e da un'eccentricità di 0,0388798, inclinata di 5,98171° rispetto all'eclittica.